# Lantán(III)-oxid
A lantán-oxid (lantán(III)-oxid vagy lantán-trioxid) a lantán és oxigén áltat alkotott kémiai vegyület, képlete La2O3. Ferroelektromos anyagok fejlesztéséhez használják fel, ezenkívül optikai tulajdonságai miatt is alkalmazzák.

## Tulajdonságai
A ritkaföldfém-oxidok között a lantán-oxid tiltott sávja nagy, 4,3 eV; bár nem a legnagyobb: a lutécium-oxidé 5,5 eV. Rácsenergiája a legalacsonyabb, dielektromos állandója pedig nagyon magas (ε = 27). A lantán-oxid széleskörűen felhasznált anyag az iparban és a kutatólaborokban egyaránt. Szobahőmérsékleten szagtalan, fehér, szilárd anyag, vízben nem, de híg savakban jól oldódik. A vegyület pH-jától függően különböző kristályszerkezetei ismertek. Higroszkópos anyag; a levegő nedvességtartalmát gyorsan megkötve lantán-hidroxiddá (La(OH)3) alakul. A lantán-oxid p típusú félvezető, ellenállása a hőmérséklet növekedésével csökken. Átlagos, standard körülmények között ellenállása 10 kΩ·cm

## Szerkezete
Alacsony hőmérsékleten a lantán-oxid kristályszerkezete A-M2O3 hexagonális (hatszögletű). A La3+ ionok O2- ionokkal vannak körülvéve, amelyek oktaéderes alakban helyezkednek el. Magasabb hőmérsékleten a lantán-oxid kristályszerkezete megváltozik, C-M2O3 kocka alakú szerkezetet vesz fel.

## A lantanából kinyerhető elemek
Számos elemet a gadolinit ércből hosszadalmas folyamatok során nyertek ki, fedeztek fel. Fokozatosan, különböző módokon elemezték az ércet, a megmaradó anyagoknak a céria és lantana nevet adták, később az ittriát, erbiát és a terbiát is ettől az érctől különítették el. Különböző elemek vegyületeit tartalmazzák, kivonható belőlük 58Ce, 57La, 68Er, 65Tb, 39Y, 70Yb, 67Ho, 69Tm, 21Sc, 59Pr, 60Nd és 66Dy. Ezek közül számos elemet G. Mosander izolált az 1830-as és 1840-es években.

## Szintézise
A lantán-oxid számos polimorfhoz hasonló módon kristályosodik. A hexagonális lantán-oxid gyártása abból indul ki, hogy lantán(III)-klorid (LaCl3) oldatát előmelegített (általában fém-kalkogenidből készült) felületre permetezik, majd egy kétlépéses folyamatot (hidrolízis, majd dehidratáció) követően lantán-oxidot kapnak.
{\displaystyle \mathrm {LaCl_{3}+3\ H_{2}O\rightarrow La\left(OH\right)_{3}+3\ HCl} }
{\displaystyle \mathrm {2\ La\left(OH\right)_{3}\rightarrow La_{2}O_{3}+3\ H_{2}O} }
A lantán-oxid gyártásának elsődleges módja a lantán-hidroxid csapadékként való leválasztása egy oldatból 2,5% ammónia és a felületaktív nátrium-dodecil-szulfát hozzáadásával. Ezt az elegyet 24 órán keresztül állandó keverés mellett 80 °C-on tartják.
{\displaystyle \mathrm {LaCl_{3}+3\ H_{2}O+3\ NH_{3}\rightarrow La\left(OH\right)_{3}+3\ NH_{4}Cl} }
Egyéb módon lantán-szulfidból (szén-dioxiddal) vagy lantán-szulfátból (hevítéssel) is előállítható:
{\displaystyle \mathrm {2\ La_{2}S_{3}+3\ CO_{2}\rightarrow 2\ La_{2}O_{3}+3\ CS_{2}} }
{\displaystyle \mathrm {2\ La_{2}\left(SO_{4}\right)_{3}\rightarrow 2\ La_{2}O_{3}+6\ SO_{3}} }

## Reakciói
A lantán-oxidot a ferroelektromos anyagok fejlesztésére használják, például a lantánnal dúsított BLT-hez (Bi4Ti3O12). Optikai felhasználásra is alkalmas, a szemüvegekhez is gyakran adnak lantán-oxidot. A volfrám-, tantál- és tórium-oxidokkal együtt növelik az üveg törésmutatóját, keménységét és sűrűségét. Kémiai tartósságát, mechanikai erősségét.
{\displaystyle \mathrm {3\ B_{2}O_{3}+La_{2}O_{3}\rightarrow 2\ La\left(BO_{2}\right)_{3}} }
Ha ezt a 3:1 arányú reakciót egy üvegkompozithoz hozzákeverjük, a lantán nagy molekulatömege miatt lecsökken a keverék olvadáspontja. Az olvadt üveghez való lantán-oxid keverés megnöveli a folyékony üveg átalakulásának hőmérsékletét 658-679 °C-ra.

## Felhasználásai
Az üveg lúgokkal szembeni ellenállóképességét is lehet lantán-oxiddal fokozni. A lantán-oxid a piezoelektronikai és a termoelektronikai ipar kellékeinek része. Autókban a kipufogógáz-átalakító katalizátorok is tartalmaznak lantán-oxidot. A röntgensugarakat erősítő képernyőkben is található, ezenkívül fényporok és hővezető kerámiák alkotórésze. Fényes ragyogást ad az ilyen kerámiáknak.

## Fordítás
Ez a szócikk részben vagy egészben  a   Lanthanum oxide című angol Wikipédia-szócikk ezen változatának fordításán alapul.  Az eredeti cikk szerkesztőit annak laptörténete sorolja fel. Ez a jelzés csupán a megfogalmazás eredetét és a szerzői jogokat jelzi, nem szolgál a cikkben szereplő információk forrásmegjelöléseként.

## Külső hivatkozások
- http://www.rsc.org/periodic-table/element/57/lanthanum
- External MSDS 1
- External MSDS 2